# VfB Helmbrechts
Verein für Bewgungsspiele Helmbrechts 98 e.V. é uma agremiação alemã, fundada a 3 de março de 1921, situada em Helmbrechts, na Baviera.
O clube se notabilizou entre 1955 e 1963 quando integrou a Oberliga 2 Süd.

## História

### 1921 a 1945
O clube foi fundado a 3 de março de 1921 e jogou o seu primeiro jogo de futebol um mês depois. O VfB não tinha um terreno adequado até 1924, já que as partidas oficiais eram raros naqueles primeiros anos. Venceu a C-Klasse local e ganhou a promoção para a B-Klasse. Na temporada seguinte, o campeonato B-Klasse foi vencida e o VfB subiu para a A-Klasse.
Após uma série de tentativas, o Helmbrechts conquistou a A-Klasse, em 1931, conseguindo a promoção para a Kreisliga 2, atuando contra times locais na época bem sucedidos como SpVgg Weiden e FC Bayern Hof.
Com a ascensão dos nazistas ao poder, o campeonato de futebol da Alemanha foi reestruturado em 1933. Na Baviera, a Gauliga Bayern foi introduzida juntamente com as Bezirksligas imediatamente abaixo. O Helmbrechts conquistou o acesso para este campeonato em 1934. O clube obteve um bom desempenho, conseguindo boas colocações até 1939. Com a eclosão da Segunda Guerra Mundial, o VfB deixou de competir na liga de futebol.

### 1945 a 1998
O clube reiniciou suas atividades na terceira divisão local, em 1946, ganhando o certame e a consequente promoção para o nível dois, a intitulada Landesliga Bayern. Após uma temporada, caiu novamente de divisão. A equipe fracassaria na fase de promoção, em 1951, para voltar ao que seria atualmente a Amateurliga Bayern, em 1953, mas a expansão do certame para duas divisões regionais abriu o caminho para o seu retorno.
Conquistou de imediato o título, em 1954-1955 na Amateurliga Nordbayern, vencendo ainda o campeonato da Baviera ao bater do campeão do sul, PC Penzberg, conseguindo assim o direito de concorrer para a fase de promoção à 2. Oberliga Süd. Em um grupo com Borussia Fulda e Viernheim Amicitia, terminou em primeiro lugar, subindo com FC Penzberg, SpVgg Neu-Isenburg e Heilbronn VfR.
As primeiras quatro temporadas na segunda divisão foram uma prova de fogo para o VfB, pois viveu sob a ameaça de descenso permanente. Em 1956, conseguiu se salvar por causa de um ponto do rebaixamento. Em 1959, 12 mil espectadores apareceram para assistir a disputa local contra o Bayern Hof, na qual o Helmbrechts venceu por 3 a 2. Na temporada 1959-1960, o time teve o seu melhor desempenho em oito anos de 2. Oberliga. Até a pausa de inverno, a equipe liderava o campeonato, mas ao fim, caiu dois pontos diante do Jahn Regensburg, terminando em quarto. Em 1961-1962, escapou do rebaixamento por dois pontos.
A partir das mudanças no sistema implantadas em 1963 por conta da criação da Fußball-Bundesliga e a introdução da Regionalliga, o VfB teria que terminar em nono para manter o seu status de segunda divisão. A marca, no entanto, foi perdida por dois pontos. O time acabou em décimo-primeiro lugar e retornou para Amateurliga Bayern. Na volta, obteve uma boa temporada terminando em quarto. Na segunda temporada, não fez boa campanha ficando em sétimo. Em 1971, após seis anos difíceis, o time sofreu novo descenso, dessa vez para a camada quatro, a Landesliga Bayern-Nord.
Na Landesliga, o Helmbrechts terminou em quarto em 1972, terceiro em 1973 e segundo em 1971, mas somente o campeão da liga era elegível para a promoção da época. Os resultados posteriormente decaíram, mas o clube permaneceu no certame para finalmente ganhar o título e a promoção à Oberliga Bayern em 1979.
Cerca de 6300 espectadores assistiram novamente ao clássico contra o Bayern Hof, um empate em 1 a 1. O VfB experimentou duas boas temporadas na Oberliga, destacando-se o sexto lugar em 1982, mas acabaria rebaixado para a Landesliga mais uma vez. Após sagrar-se terceiro em 1984 e obter quatro segundos lugares de 1985 a 1988, não conseguiu passar da fase de promoção. Venceria apenas esta em 1988-1989.
Sua volta à Bayernliga duraria apenas duas temporadas, pois o time voltaria à Landesliga em 1991. Após um oitavo lugar em 1992, alcançou o título e a promoção no ano seguinte. Permaneceria na Oberliga Bayern nas seguintes quatro temporadas, mas sem chegar à parte superior da tabela. Na temporada de 1996-1997 esteve envolvido em sérias dificuldades financeiras.
Em 1998, o VfB foi obrigado a declarar falência, mas um novo VfB Helmbrechts foi formado imediatamente, adotando 98 para o seu nome em referência ao renascimento.
O clube fez uma recuperação rápida, ganhando a promoção para a Oberfranken Bezirksliga Ost (VII), em 2000. Após uma série de campanhas regulares, conquistou o título, em 2004, ganhando a promoção para a Bezirksoberliga Oberfranken. Depois de inicialmente alcançar bons resultados, o clube foi rebaixado novamente em 2008.
Em 2008-2009, jogou na camada oito, a Bezirksliga Oberfranken Ost, sofrendo outro rebaixamento, para a Kreisliga. Em 2009-2010, sofreu novo descenso, dessa vez para a penúltima camdada, a 10 Kreisklasse Frankenwald, na qual atua.

## Títulos

### Ligas
- Amateurliga Nordbayern (III)
  - Campeão: 1955
- Kreisklasse Oberfranken (III)
  - Campeão: 1934
- Landesliga Bayern-Nord (IV)
  - Campeão: (3) 1979, 1989, 1993
  - Vice-campeão: (5) 1974, 1985, 1986, 1987, 1988
- 2. Amateurliga Oberfranken Ost (IV)
  - Campeão: (2) 1951, 1953
- A-Klasse (III)
  - Campeão: 1931
- B-Klasse (IV)
  - Campeão: 1925
- C-Klasse (V)
  - Campeão: 1924
- Bezirksliga Oberfranken Ost (VII)
  - Campeão: 2004

## Cronologia recente
A performance recente do clube nas temporadas:
| Temporada | Divisão                     | Módulo | Posição |  |
| 2000–01   | Bezirksliga Oberfranken Ost | VII    | 6ª      |  |
| 2001–02   | Bezirksliga Oberfranken Ost | VII    | 8ª      |  |
| 2002–03   | Bezirksliga Oberfranken Ost | VII    | 4ª      |  |
| 2003–04   | Bezirksliga Oberfranken Ost | VII    | 1ª ↑    |  |
| 2004–05   | Bezirksoberliga Oberfranken | VI     | 4ª      |  |
| 2005–06   | Bezirksoberliga Oberfranken | VI     | 7ª      |  |
| 2006–07   | Bezirksoberliga Oberfranken | VI     | 11ª     |  |
| 2007–08   | Bezirksoberliga Oberfranken | VI     | 16ª ↓   |  |
| 2008–09   | Bezirksliga Oberfranken Ost | VIII   | 15ª ↓   |  |
| 2009–10   | Kreisliga Hof               | IX     | 13ª ↓   |  |
| 2010–11   | Kreisklasse Frankenwald     | X      | 2ª      |  |
| 2011–12   | Kreisklasse Frankenwald (X) | 1ª ↑   |         |  |
| 2012–13   | Kreisliga Hof               | IX     | ª       |  |